# Тив
Тив — один из бантоидных языков группы тив (тивоидной). Входит в число десяти наиболее распространённых языков Нигерии (официальный язык штата Бенуэ), язык тив охватывает территорию от среднего течения реки Бенуэ до приграничных с Камеруном районов к юго-востоку. Число говорящих свыше 2,2 млн чел. (1991).Включает две группы диалектов. К первой относятся: балегете и бату. Ко второй: або, бечеве, битаре;

## Языковая характеристика
В языке тив 3 смыслоразличительных тона — высокий, средний, низкий и их комбинации. Глагольные корни, как правило, одно- и двусложные. 11 именных классов существительных характеризуются специфическими аффиксами, множественное число выражается путём перевода существительного в др. согласовательный класс. Прилагательное согласуется с существительным при помощи суффикса (иногда префикса). В локативе (с предлогом и без него) обычно отсутствует показатель класса, а тон меняется. Спряжение осуществляется с помощью субъективных местоимений, интонированных в зависимости от глагольного времени.

## Современное положение
С начала XX века на тив издаются книги, транслируются радиопередачи. Ведётся обучение в начальной школе. Письменность на основе латинского алфавита.